# Top Model of the World 2020
Top Model of the World 2020 fue la 27.ª edición del certamen Top Model of the World, correspondiente al año 2020; la cual se llevó a cabo el 5 de marzo de 2021 en Hurgada, Egipto. Candidatas de 33 países y territorios autónomos compitieron por el título. Al final del evento, Nicole Menayo Alvarado, Top Model of the World 2019 de España, coronó a Pierinna Patiño Flores, de Perú, como su sucesora.

## Resultados
| Posiciones                  | Candidata |
| --------------------------- | --- |
| Top Model of the World 2020 | - Perú - Pierinna Patiño Flores |
| Primera Finalista           | - México - Priscila Moreno Valverde |
| Segunda Finalista           | - Colombia - Giselle Ann Archbold Davis |
| Top 5                       | - Rumania - Andreea Bianca Mateescu - Zambia - Precious Hanna Ngóma |
| Top 15                      | - África - Zabelo Hlabisa - Brasil - Karina Silva De Azevedo - Canadá - Olga Bykadorova - Costa Rica - Natalia González Solorzano - Hungría - Melinda Frankó - República Dominicana - Asia Ciaffarafa Pérez - Serbia - Anja Radić - Sri Lanka - Sayuri Bhagyawi Jayaratnne - Uzbekistán - Mirzeava Diyorabonu Tokhir Qiuzi - Venezuela - Zaren Belén Loyo Perdomo |

## Premios especiales
| Premio           | Candidata                                      |
| ---------------- | ---------------------------------------------- |
| Miss Fotogénica  | - Perú - Pierinna Patiño Flores                |
| Miss Popularidad | - Rusia - Liliia Gilmiiarova                   |
| Mejor Cuerpo     | - Brasil - Karina Silva De Azevedo             |
| Top Model Meraki | - Costa Rica - Natalia González Solorzano      |
| Miss Globe       | - República Dominicana - Asia Ciaffarafa Pérez |
| Reina de Europa  | - Serbia - Anja Radić                          |

## Candidatas
33 candidatas compitieron por el título:
(En la tabla se utiliza su nombre completo, los sobrenombres van entrecomillados y los apellidos utilizados como nombre artístico, entre paréntesis; fuera de ella se utilizan sus nombres «artísticos» o simplificados).
| País/Territorio      | Candidata                        |
| -------------------- | -------------------------------- |
| África               | Zabelo Hlabisa                   |
| Alemania             | Marah Elise Rackebrandt          |
| Azerbaiyán           | Giullu Akhmedova                 |
| Bielorrusia          | Yanina Khramtcova                |
| Brasil               | Karina Silva De Azevedo          |
| Bulgaria             | Julieta Yordanova                |
| Canadá               | Olga Bykadorova                  |
| Colombia             | Giselle Ann Archbold Davis       |
| Costa Rica           | Natalia González Solorzano       |
| Georgia              | Aleksandria Berdzenidze          |
| Hungría              | Melinda Frankó                   |
| Kenia                | Tulsi Mahesh Thakop              |
| Macedonia del Norte  | Angela Vasilevska                |
| Maldivas             | Mariyam Noor Thaufeeq            |
| Mar Báltico          | Lara Erlinghäuser                |
| Mar Negro            | Bianca Marie Dit                 |
| Mauricio             | Clara Elodie Dindoyal            |
| México               | Priscila Moreno Valverde         |
| Perú                 | Pierinna Patiño Flores           |
| República Dominicana | Asia Ciaffarafa Pérez            |
| Rumania              | Andreea Bianca Mateescu          |
| Rusia                | Liliia Gilmiiarova               |
| Serbia               | Anja Radić                       |
| Sri Lanka            | Sayuri Bhagyawi Jayaratnne       |
| Sudáfrica            | Danelle Van Schalkwyk            |
| Sudán del Sur        | Amelia Aboud Michael Sky †       |
| Suecia               | Armina Moradito Sarvandani       |
| Turquía              | Selin Soydemir                   |
| Ucrania              | Valeriia Valevska Olegovna       |
| Uzbekistán           | Mirzeava Diyorabonu Tokhir Qiuzi |
| Venezuela            | Zaren Belén Loyo Perdomo         |
| Zambia               | Precious Hanna Ngóma             |
| Zimbabue             | Tatenda Ruby Manungo             |

### Candidatas retiradas
- Caribe - Esther Céspedes Casado
- España - Irene Olivares Mora
- Estados Unidos - Mia Emani Jones
- Francia - Pascaline Bibard
- Ghana - Engracia Afua Kaley Mofuman
- Inglaterra - Georgia Mordey
- Nigeria - Funmilayo Akinjiola
- Noruega - Kari Malene Iversen
- Países Bajos - Aafke Stroosma
- Sierra Leona - Reena Sawlani

## Datos acerca de las delegadas
- Algunas de las delegadas de Top Model of the World 2020 han participado, o participarán, en otros certámenes internacionales de importancia:
  - Zabelo Hlabisa (África) fue segunda finalista en Miss Tourism Worldwide 2018 y Miss Heritage Global 2022 y participó sin éxito en World Miss University 2019, en estos certámenes representando a Sudáfrica.
  - Yanina Khramtcova (Bielorrusia) participó sin éxito en Miss Asia 2019, semifinalista en Miss Eurasia 2020 y Miss Eco Internacional 2023 y Queen of League en The Queen of Eurasia 2021.
  - Olga Bykadorova (Canadá) fue semifinalista en Miss Multiverse 2020 y participó sin éxito en Miss Grand Internacional 2021.
  - Giselle Ann Archbold Davis (Colombia) fue primera finalista en Miss Emerald Internacional 2020.
  - Natalia González Solorzano (Costa Rica) fue semifinalista en Miss América Latina del Mundo 2022 y participó sin éxito en Miss Supranacional 2022.
  - Angela Vasilevska (Macedonia del Norte) participó sin éxito en Miss Eurasia 2018, Miss Turismo Internacional 2018 y Miss Elite 2022, finalista en Miss Turismo Planeta 2018, primera finalista en Miss Unión Europea 2021, segunda finalista en Miss Freedom of the World 2021 y semifinalista en Miss Summer World 2021 representando a Teen Macedonia.
  - Lara Erlinghäuser (Mar Báltico) participó sin éxito en Miss Tourism of the Globe 2019, World Miss University 2019 y Miss Heritage Global 2022, en estos certámenes representando a Alemania.
  - Clara Elodie Dindoyal (Mauricio) participó sin éxito en Miss Eco Internacional 2021.
  - Liliia Gilmiiarova (Rusia) fue Grand Prix en Miss Eurasia 2020 representando a Baskortostán.
  - Anja Radić (Serbia) participará en Miss Mundo 2023.
  - Sayuri Bhagyawi Jayaratnne (Sri Lanka) fue segunda finalista en Supermodel Internacional 2019.
  - Amelia Aboud Michael Sky (Sudán del Sur) fue cuartofinalista en Top Model of the World 2017, participó sin éxito en World Miss University 2017, Miss Eco Internacional 2018 y Miss Supranacional 2021 y Miss Environment Biodiversidad - segunda finalista en Miss Environment Internacional 2022.
  - Valeriia Valevska Olegovna (Ucrania) participó sin éxito en Miss Intercontinental 2022.
  - Precious Hanna Ngóma (Zambia) participó sin éxito en Miss Intercontinental 2017 y segunda finalista en Miss Supermodel Worldwide 2023.

## Sobre los países en Top Model of the World 2020

### Naciones debutantes
- África

### Naciones que regresan a la competencia
Compitió por última vez en 1994:
- Uzbekistán

Compitió por última vez en 1995:
- Azerbaiyán

Compitió por última vez en 2003:
- Kenia

Compitió por última vez en 2015:
- Georgia

Compitió por última vez en 2016:
- Mar Negro

Compitieron por última vez en 2017:
- Bielorrusia
- Canadá
- Mar Báltico
- Sudán del Sur

Compitieron por última vez en 2018:
- Perú
- República Dominicana
- Rusia
- Serbia
- Sudáfrica

### Naciones ausentes
| - Albania - Armenia - Australia - Austria - Camerún - Escandinavia - España - Eurasia - Filipinas - Finlandia | - Guadalupe - India - Italia - Moldavia - Mónaco - Noruega - Países Bajos - Puerto Rico - República Checa |